# Besuch des englischen Königspaares in Berlin am 9.2.1909
Der Besuch des englischen Königspaares in Berlin am 9.2.1909 ist eine deutsche Stummfilmreportage von 1909.

## Hintergrund
Dieser Film zeigt Bilder vom Besuch Edward VII. und seiner Frau Alexandra von Dänemark in Berlin. Produziert wurde er von der Internationalen Kinematographen- und Lichteffekt GmbH Berlin in einem Akt. Kameramann war hierbei Franz Mletzko mit seinem Assistenten Carl Drews. Der Film wurde noch am selben Tag entwickelt, zensiert und bereits am Abend in den Berliner Kinos gezeigt. Auch andere deutsche und ausländische Filmemacher haben dieses Ereignis aufgenommen.